# Coupe d'Italie de cyclisme sur route
La Coupe d'Italie de cyclisme sur route (officiellement dénommée Ciclismo Cup) est un circuit national actif entre 2007 et 2022. Il prend en comptes les résultats d'une vingtaine de courses d'un jour italiennes tout au long de la saison. Toutes les équipes italiennes ou les équipes qui évoluent avec une licence italienne auprès de l'Union cycliste internationale, ou qui sont composées à majorité de coureurs italiens peuvent participer. L'inscription à la Coupe par des équipes étrangères, qui ne répondent pas aux paramètres ci-dessus, est autorisée en payant un supplément. Les classements sont calculés sur la base des résultats obtenus dans toutes les épreuves du circuit UCI Europe Tour organisée en Italie, sous réserve qu'elles soient classées en .HC ou en catégorie .1.
L'épreuve est créée sous le nom officiel de Coppa Italia – Campionato Italiano a Squadre et est organisée par la Lega del Ciclismo Professionistico. En 2017, les droits de production, de distribution et de commercialisation sont cédés à PMG Sport. La compétition est renommée Ciclismo Cup et toutes les courses sont désormais visibles sur le canal Rai Sport et Bike Channel (it) et sont distribués dans le monde entier sur les chaînes de télévision, mais aussi sur le web.
Il y a trois classements : individuel, meilleur jeune (moins de 25 ans) et meilleure équipe. L'équipe gagnante a le droit de placer un petit drapeau tricolore sur ses maillots la saison suivante et obtient une wild-card pour participer au Tour d'Italie de la saison suivante. La compétition s'arrête à l'issue de l'édition 2022.

## Palmarès
| Année | Classement individuel | Classement des jeunes | Classement par équipes                          |
| ----- | --------------------- | --------------------- | ----------------------------------------------- |
| 2007  | Alessandro Bertolini  | Kanstantsin Siutsou   | Tenax-Menikini                                  |
| 2008  | Danilo Di Luca        | Francesco Ginanni     | Serramenti PVC Diquigiovanni-Androni Giocattoli |
| 2009  | Giovanni Visconti     | Miguel Ángel Rubiano  | CSF Group-Navigare                              |
| 2010  |                       |                       | Androni Giocattoli-Serramenti PVC Diquigiovanni |
| 2011  |                       |                       | Androni Giocattoli-C.I.P.I.                     |
| 2012  |                       |                       | Androni Giocattoli-Venezuela                    |
| 2013  | Diego Ulissi          | Diego Ulissi          | Lampre-Merida                                   |
| 2014  | Sonny Colbrelli       | Sonny Colbrelli       | Neri Sottoli                                    |
| 2015  | Sonny Colbrelli       | Louis Meintjes        | Southeast Pro                                   |
| 2016  | Sonny Colbrelli       | Gianni Moscon         | Bardiani-CSF                                    |
| 2017  | Diego Ulissi          | Egan Bernal           | Androni Giocattoli                              |
| 2018  | Domenico Pozzovivo    | Davide Ballerini      | Androni Giocattoli-Sidermec                     |
| 2019  | Giovanni Visconti     | Fausto Masnada        | Androni Giocattoli-Sidermec                     |
| 2020  | Diego Ulissi          | Andrea Bagioli        | UAE Emirates                                    |
| 2021  | Sonny Colbrelli       | Alessandro Covi       | UAE Emirates                                    |
| 2022  | Filippo Zana          | Filippo Zana          | UAE Emirates                                    |